# 中橋 (渡良瀬川)

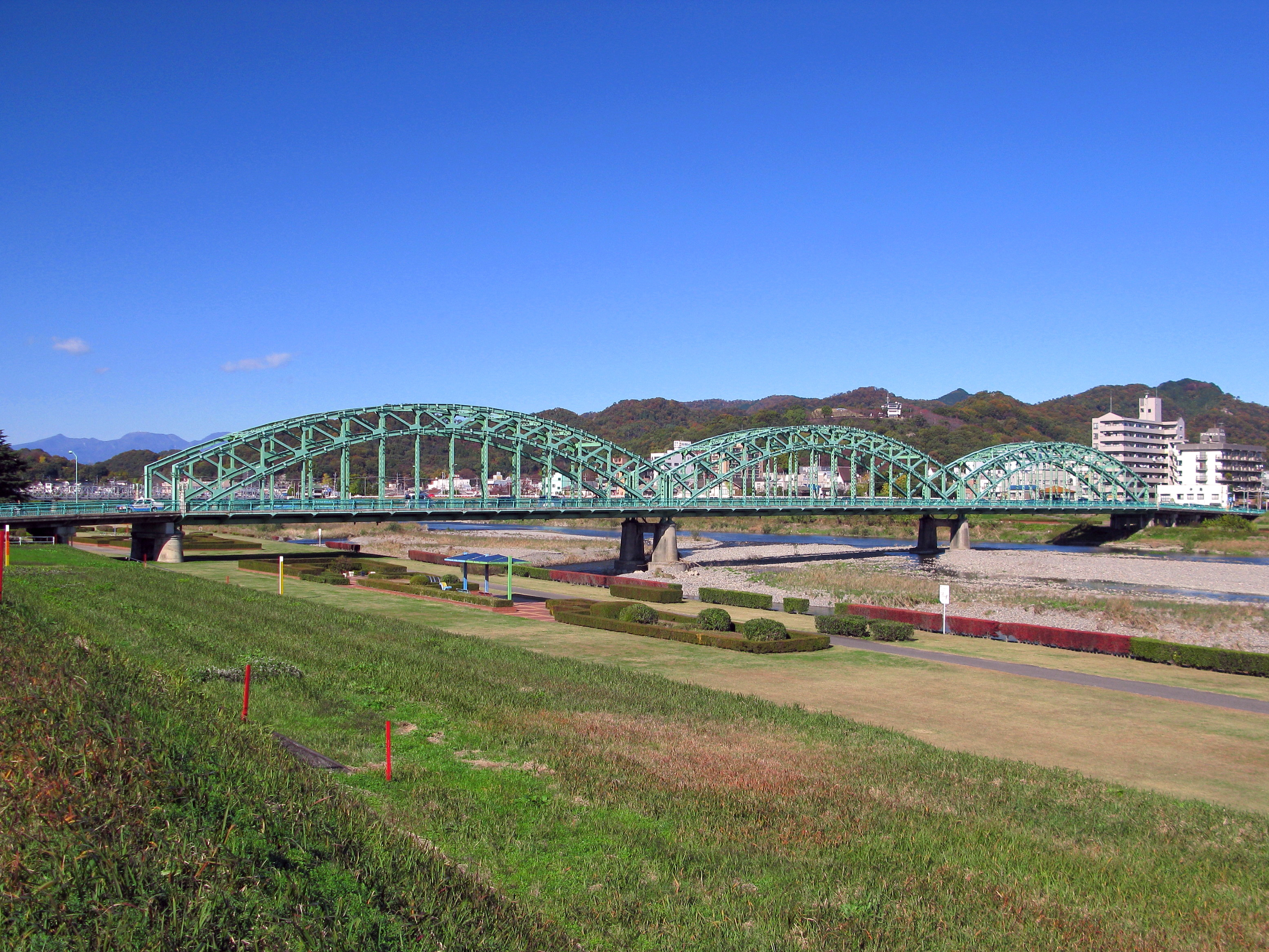
中橋

中橋（なかばし）は、栃木県足利市の渡良瀬川に架かる栃木県道38号足利千代田線・栃木県道116号足利市停車場線の橋。橋長296.08m、幅員11.00m。

## 概要
足利市通2丁目と同市南町の間を結んでおり、上流側には渡良瀬橋が、下流側には田中橋がそれぞれ架かっている。
足利市中心部と東武伊勢崎線足利市駅を結ぶ橋として1936年（昭和11年）に開通。緑色の鉄骨アーチ構造の橋で夜間は326個のイルミネーションが点灯されている。
中橋は水防上の理由から架け替えが計画されており2022年に着工した。新橋完成後はもとの三連アーチ橋は下流側に数メートル移設され歩行者と自転車の専用橋となる。
なお、新橋の工期は約10年で両毛線をまたいで架橋されるため旧橋のたもとにあった踏切は廃止となる予定だったが、2022年7月19日の説明会で中橋北側の宝来社街道踏切などを閉鎖するかわりに、車両も通行可能な踏切が新設できる見通しになったと報告された。
中橋の下流への移設工事は2022年秋に着手され、架け替え工事に入るため2024年（令和6年）10月1日午前10時から自動車やバイクが通行止めとなる。

## 痛車イベント
2010年11月以降、中橋緑地多目的広場（左岸）において、足利ひめたま委員会主催の痛車イベントが度々開催されている（あしかがひめたまの項を参照）。

## 風景

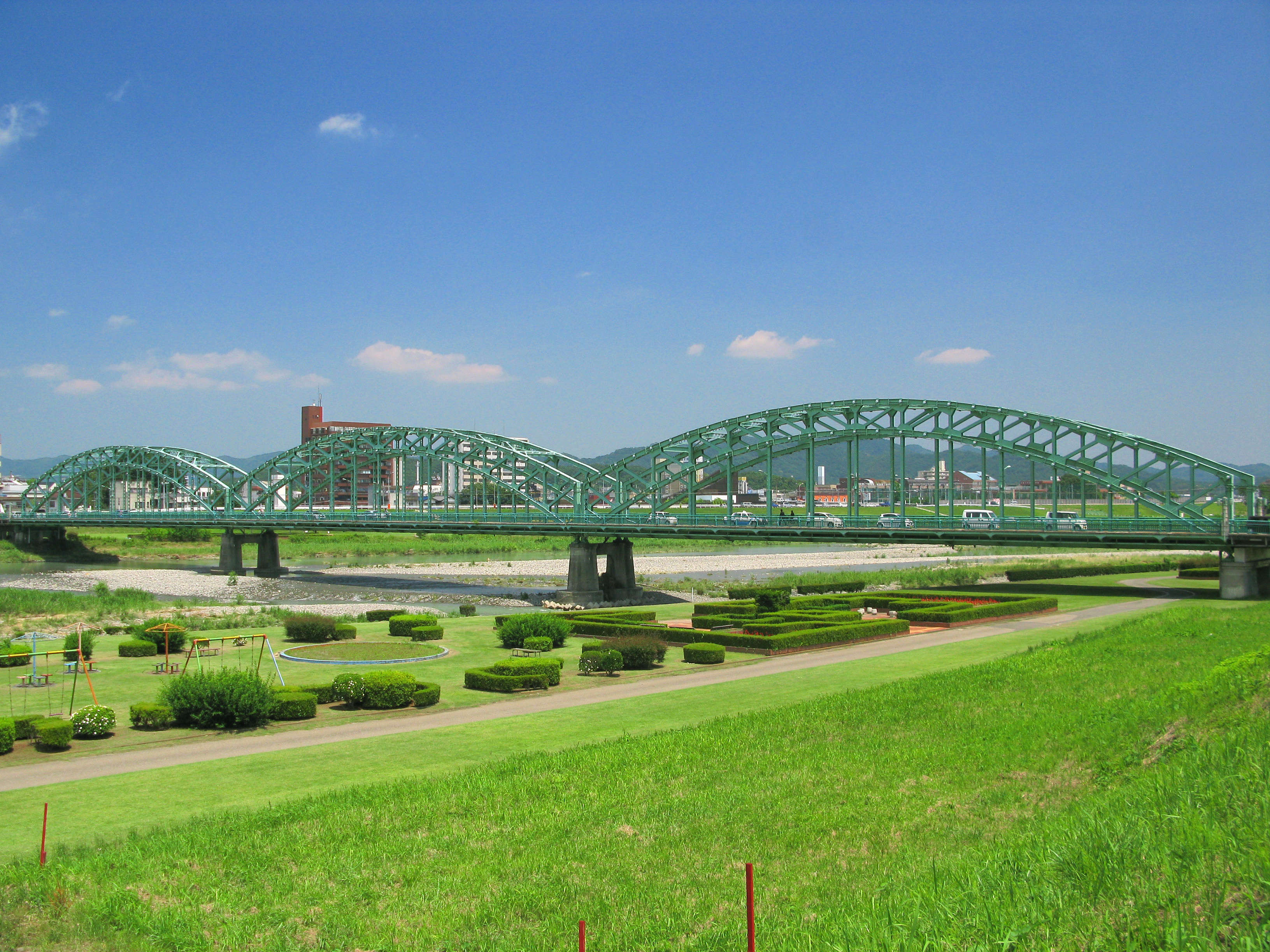
右岸上流側から
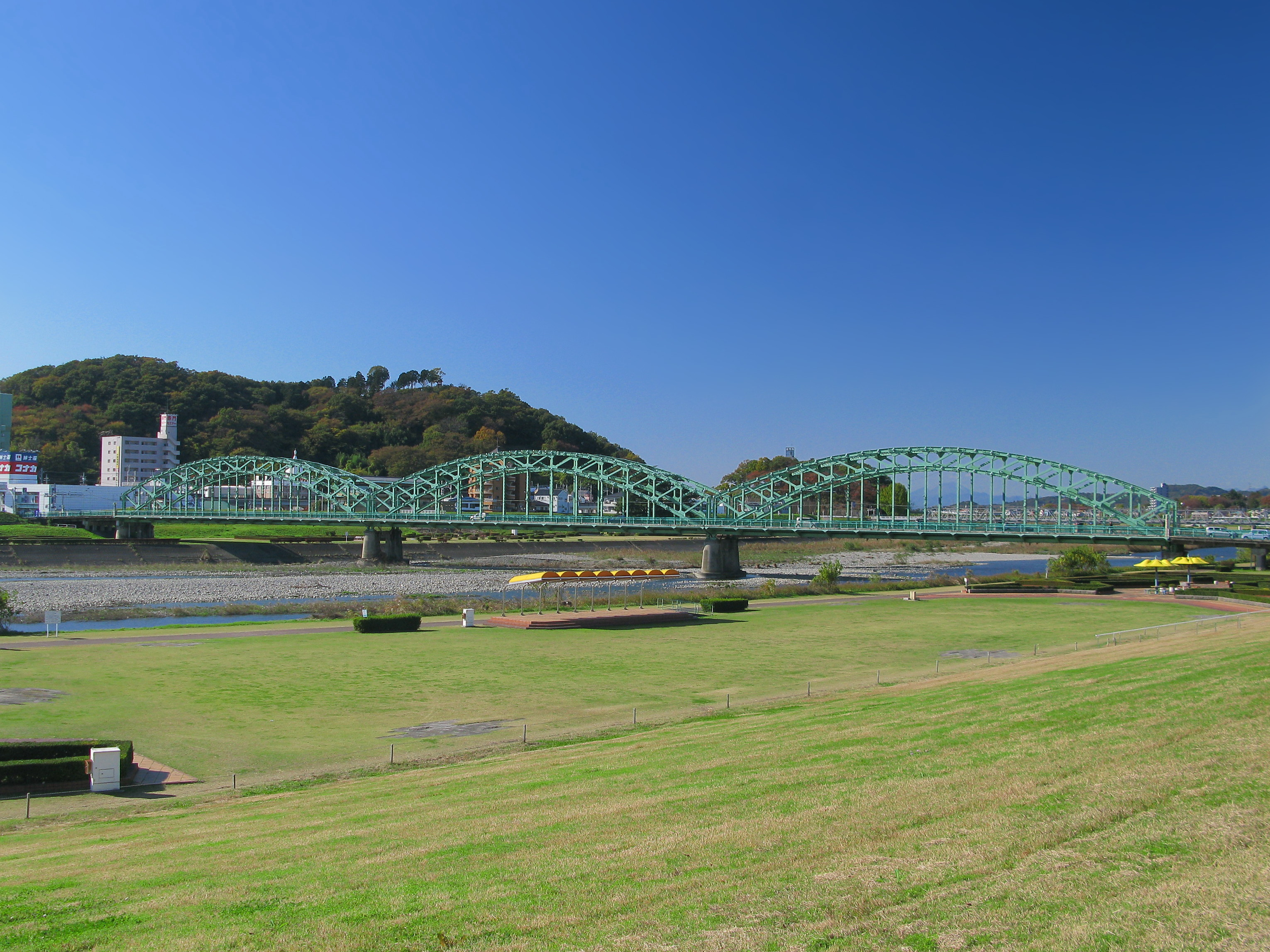
左岸下流側から
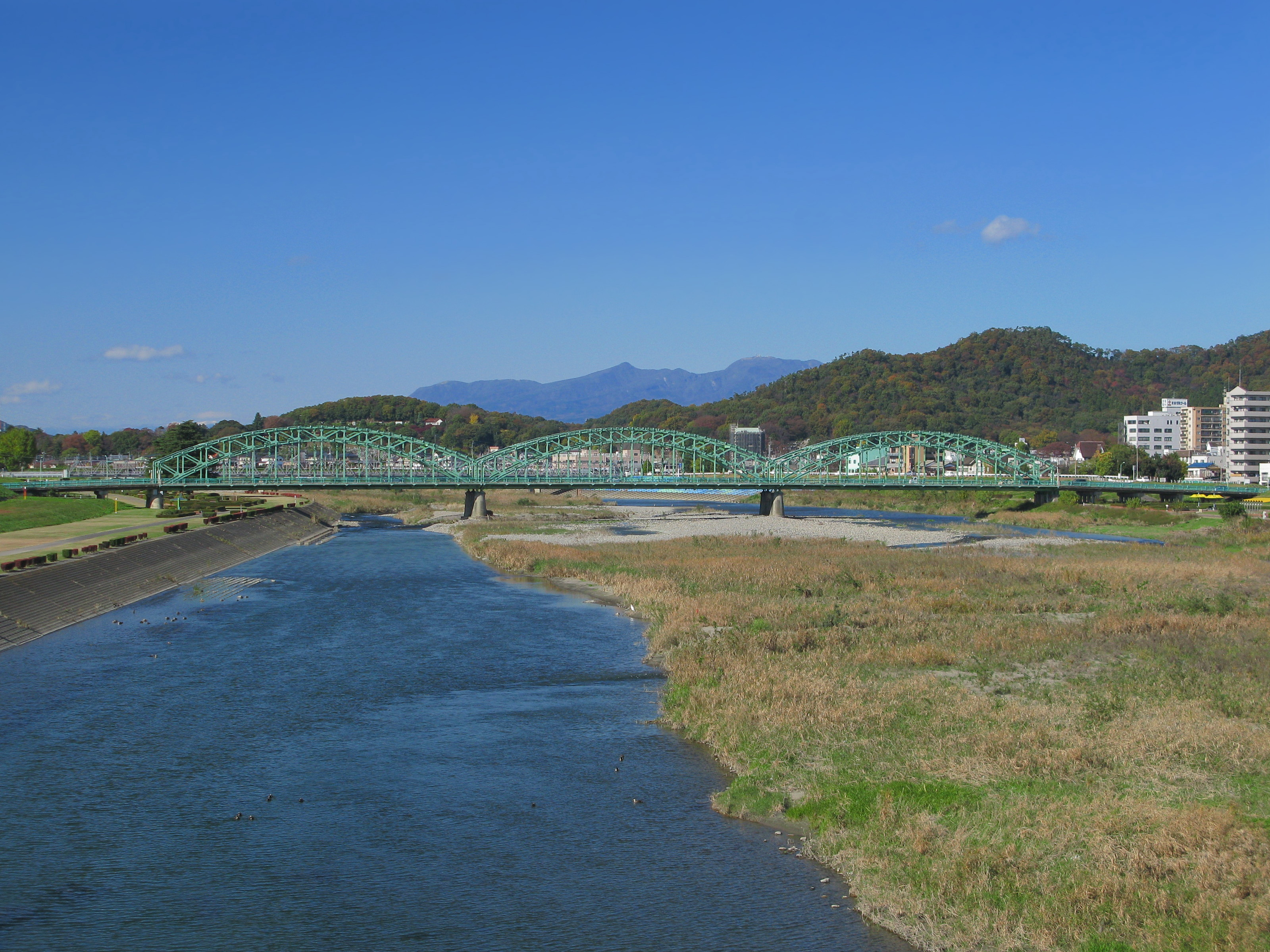
下流側田中橋から

## 隣の橋
- 渡良瀬川
  - 緑橋 - 渡良瀬橋 - 中橋 - 田中橋 - 岩井橋